# 萨图尔努斯

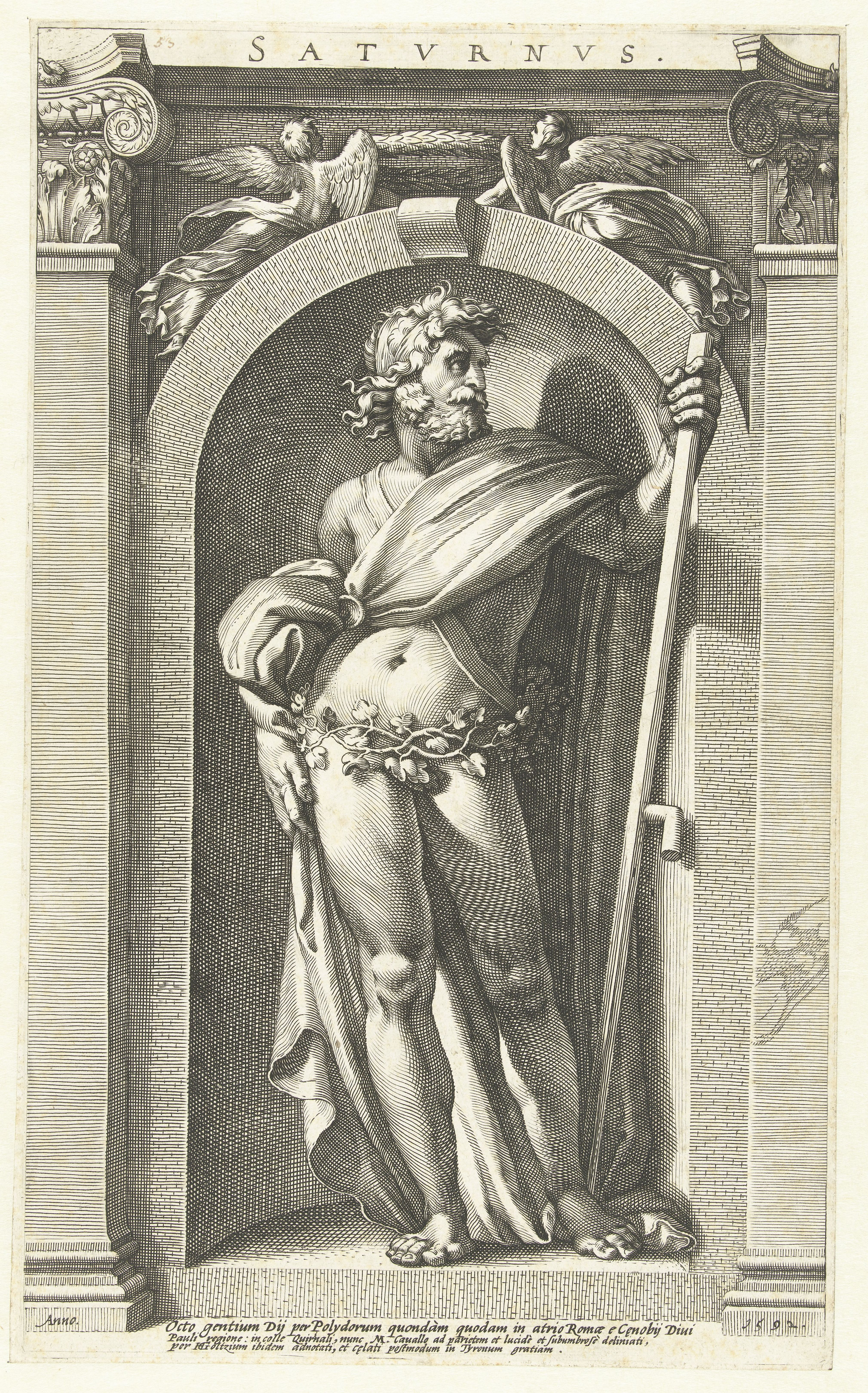
萨图尔努斯

萨图尔努斯，又譯作撒頓（Saturn）或萨图恩，是罗马神话中的农业之神。
萨图尔努斯本来是罗马最古老的神祇之一，但从前3世纪开始，他与希腊神话中的克罗诺斯混同。关于克罗诺斯的一些神话，如吞食亲生子女等等，被加到有关萨图尔努斯的神话裡。萨图尔努斯的儿子就是罗马神话中的主神朱比特。神话描写萨图尔努斯在被朱比特推翻后逃到了拉丁姆，并教会了那里的人民耕种土地；这就是罗马农业的由来。
纪念萨图尔努斯的节日叫农神节（萨图尔纳利亚），时间在每年的12月17日到12月23日，在這七天之中，也是當時奴隸階級唯一可以能夠獲得部分自由參與慶祝的節日。
土星和星期六的拉丁名得自于萨图尔努斯。

## 资料来源
- 《世界神话辞典》，辽宁人民出版社，ISBN 7-205-00960-X